# Catedral de Tânger
A Catedral de Nossa Senhora da Assunção ou Catedral do Espírito Santo de Tânger, conhecida  na cidade marroquina como Catedral Espanhola, é o único exponente tangerino da arquitetura modernista espanhola da segunda metade do século XX em Marrocos.

Inaugurada em 1961, o templo foi construído com técnicas arquitetônicas modernas guardando as proporções clássicas. No abside da catedral destacam-se os vitrais do artista alicantino Arcadi Blasco, que constituem um dos maiores atrativos da catedral.

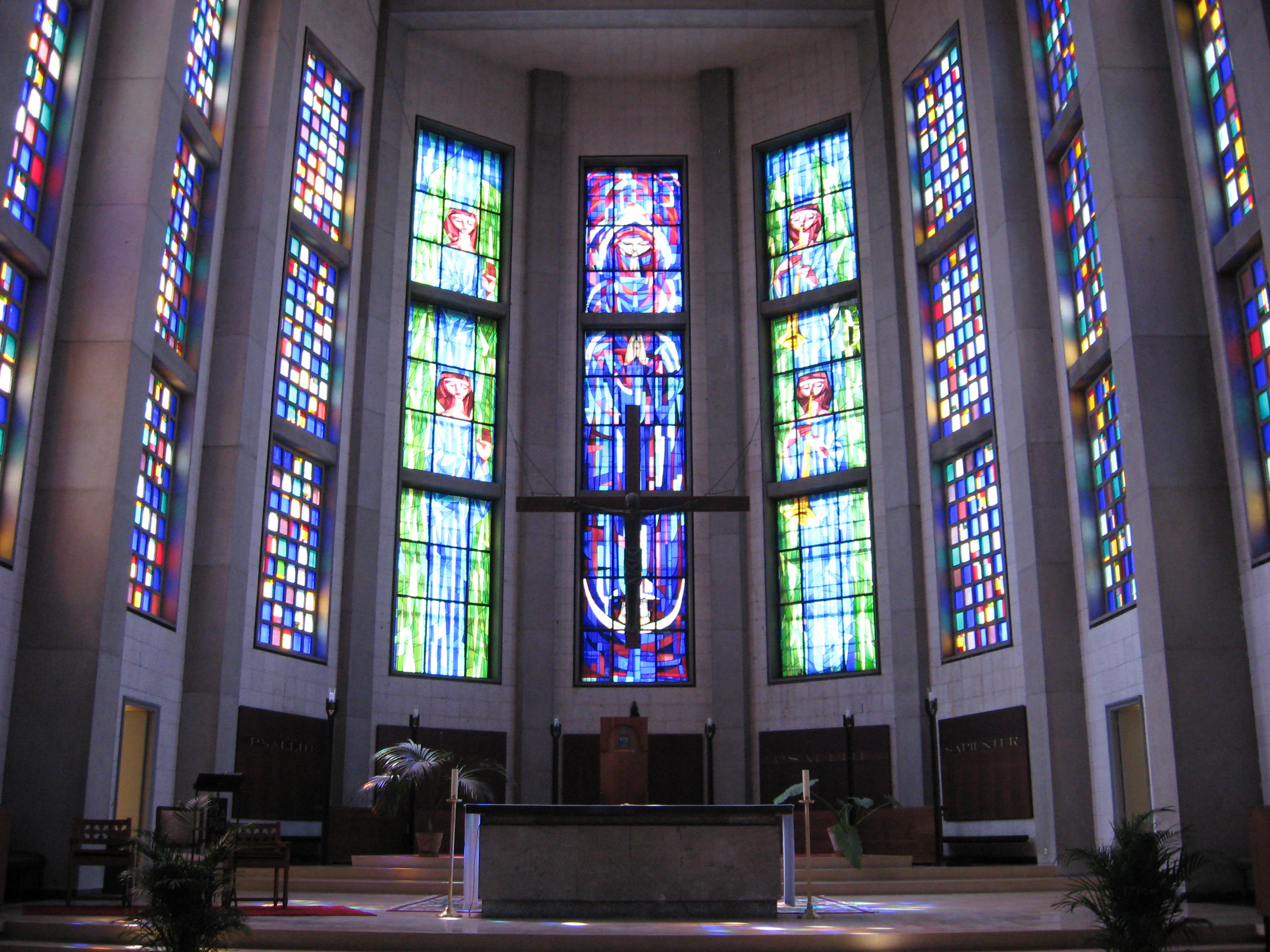
Interior